# Alchemilla anceps
Alchemilla anceps é uma espécie de rosácea do gênero Alchemilla, pertencente à família Rosaceae.